# Conscious Party
Conscious Party è un album della band reggae giamaicana Ziggy Marley and the Melody Makers, pubblicato dalla Virgin Records nel 1988.
Il disco vince il Grammy Award come miglior album reggae.

## Tracce
1. Conscious Party - 4:54 (Testi: Marley)
2. Lee and Molly - 4:26 (Testi: Marley)
3. Tomorrow People - 3:37 (Testi: Marley)
4. New Love - 3:41 (Testi: Marley)
5. Tumblin' Down - 4:01 (Testi: Downie, Marley)
6. We a Guh Some Weh - 3:50 (Testi: Marley)
7. A Who a Say - 3:33 (Testi: Marley, Marley)
8. Have You Ever Been to Hell - 5:21 (Testi: Marley)
9. We Propose - 4:34 (Testi: Marley)
10. What's True - 3:26 (Testi: Marley)
11. Dreams of Home - 4:54 (Testi: Marley)